# Гентрификација
Гентрификација или урбана гентрификација је процес у коме се старе јефтине зграде или читави делови града, најчешће радничка насеља, претварају у скупе зграде за добростојеће припаднике средње класе, који се досељавају уместо оригиналног становништва, које себи не може да приушти повећање дажбина и трошкова живота. Најчешће се гентрификују центри градова са тенденцијом померања сиромашног становништва ка периферији. У употреби је и реч јапификација, са сличним значењем као гентрификација. Гентрификација понекад може попримити и форме социјалног чишћења, када се нпр. становништво фавела расељава ради изградње пословних простора без понуђеног алтернативног смештаја.

## Настанак појма
Термин гентрификација створила је социолошкиња Рут Глас у социолошкој студији London: Aspects of Change, како би указала на процес замене градске радничке класе средњом класом. У различитим деловима света гентрификација има различита имена, те се другачије зове и урбана регенeрација, реновирање, унапређење комшилука. Гентрификација је највише изражена у британским, аустралијским и америчким градовима, и овај процес је највише истраживан у њима.
Појам gentry се историјски односи на класу земљопоседника у Енглеској, која није добила право на свој грб и није поседовала племићке титуле, упркос припадању вишој класи. Употребом појма gentry имплицира се виши друштвени положај гентрификатора, односно припадање средњој класи и указује се на симболичку важност њиховог животног стила.

## Дефиниција појма
Гентрификација представља нову фазу просторно-демографског развоја градова у развијеним капиталистичким земљама, која се везује за постиндустријски развој друштва. У градовима постиндустријске фазе развоја друштва, првобитно се мења примарна индустријска-производна функција града, као последица краја ере масовне производње-фордизма и почетка нове етапе капитализма - постфордизма. Када се гентрификација покрене, она се не зауставља све док се не измени карктер неке градске четврти, и док радничка класа из те четврти не буде у потпуности или великом већином, замењена сервисном или креативном класом.
Процес гентрификације је видљива трансформација савремених градова, која обухвата неколико димензија урбане трансформације као што су, реструктурирање економије, нове моделе планирања и управљања и промену друштвене структуре, пораст креативне и сервисне класе. Реструктурирање економије на глобалном нивоу коју обухвата нова интернационална подела рада, деиндустријализација градова најразвијенијих држава, али и најразвијенијих градова националних и регионалних урбаних система мање развијених држава, подразумева увећање удела и значаја културне индустрије и сервисне економије, те промену улоге простора потрошње у градовима. Напушта се менаџерски модел у управљању градова, и на његово место долази предузетнички модел у управљању градова. У предузетничком моделу градова долази до сарадње приватног и јавног сектора, а све већу улогу добијају рекламирање града као робе и брендирање простора. Пораст креативне и сервисне класе условљава диверзификовање друштвених вредности и она омогућава манифестовање различитих животних стилова у градским срединама. Гентрификација се зато посматра као последица промена најважнијих социоекономских процеса у савременом постмодерну граду јер постфордизам и постмодернизам узрокују и обликују њено испољавање.
Један од најбољих примера гентрификације је Заливска област у Калифорнији, која је постала друго најгушће насељен урбанизован простор у Калифорнији након Лос Анђелеса. У Заливској области се догодила радикална промена која се осликава у замени старих индустријских фирми и послова, новим технолошким компанијама. Нови радници у технолошким компанијама заменили су старе становнике овог подручја, цена земљишта знатно је скочила и тако натерала дотадашње становнике са ниским приходима да се иселе услед повећања трошкова становања.

## Типови гентрификације
Могу се разликовати два типа гентрификације, у зависности од тога ко су њени актери и какве последице настају у урбаном простору, и то су пионирска и профитабилна гентрификација. У пионирској гентрификацији, будући станари који имају више културног од економског капитала, адаптирају животни и радни простор и тако гентрификују суседство. Актери који учествују у пионирској гентрификацији, јесу специфичан случај зато што сами креирају простор, формирајући одређена значења по сопственој жељи и за сопствене потребе. Она креће појављивањем уметника, студената и "алтернативаца" културне сцене, а убрзо се у тим градским квартовима отварају културни центри, саморганизовани барови, долази до бујања уметничких праваца. На тај начин, та градска четврт добија нови изглед и намену и устаљује се као алтернативна и субкултурна, и тако долази до заинтересованости средње класе за тај простор. Када инвеститори и грађевинске фирме граде објекте намењене припадницима нове сервисне или креативне класе, који поседују више економског од културног капитала, говори се о профитабилној гентрификацији.

## Типови размештања гентрификованог суседства
Постоји три типа размештања која се појављују у гентрификованом суседству:

### Директно размештање
Догађа се онда када су становници неке градске четврти принуђени да напуштају своје домове, услед повећања трошкова становања. Становници могу бити присиљени да напусте градски део који је необновљен, напуштен или који се састоји од ненасељивих простора, јер инвеститори чекају прилику за нови развој тог простора. Иако се догађа да у насељима са ниским приходима дође до расељавања, онда када се то дешава у контексту новог развоја и прилива богатиих становника, то постаје одлика гентрификације.Догађа се онда када су становници неке градске четврти принуђени да напуштају своје домове, услед повећања трошкова становања. Становници могу бити присиљени да напусте градски део који је необновљен, напуштен или који се састоји од ненасељивих простора, јер инвеститори чекају прилику за нови развој тог простора. Иако се догађа да у насељима са ниским приходима дође до расељавања, онда када се то дешава у контексту новог развоја и прилива богатиих становника, то постаје одлика гентрификације.

### Индиректно размештање
Дешава се када су цене станова у градском кварту велике толико да онемогућавају прилив људи са нижим приходима, који би у њима становали. Другачије се зове и Искључиво размештање. Популација са ниским приходовањима може бити искључена из становања у том кварту као резултат дискиминаторних политика, као што би била лимитираност ваучера и бенефита за становање, или као што су промене у коршћењу земљшта и зонирању, која утичу на трансформацију каратера стамбеног развоја, попут уклањања домаћинстава без деце.

### Културно размештање
Јавља се постепно, када већ дође до поменутих промена. Продавнице, локали и простори се фокусирају на нове становнике, мења се каратер суседства, а преостали становници могу имати осећај дислоцираности и искључености упркос останку у суседству. Другачије се назива Притисак размештања.

## Гентрификација у Београду
Градска четврт Београда, познатија као Савамала, која је у периоду од 2007. године почела да доживљава преуређење, јесте пример који донекле подсећа на пионирску гентрификацију. Први објекат који је у овој градској четврти ревитализован био је "Магацин" 2007, на месту напуштене зграде некадашње штампарије Нолит, а недуго затим пресељена је и локација одржавања "Миксер фестивала" из Луке Београд, да би се након тога отворили Културни центар град 2009, као и MIxer house 2012. у којем се Миксер фестивал одржавао од 2012. до 2016. Одржавање различитих културних дешавања и активности, ноћног живота подстакло је стварање слике о овом кварту као месту креативности и забаве, и на тај начин допринело да Савамала постане и туристичка атракција. Ретко насељен кварт са старим зградама из шездесетих година, некадашњи привремени смештај за раднике Железнице, за кратко време постао је део града који се све више привлачио познате личности, спортисте и умтенике, те је тако дошло до потпуног преображаја у луксузно насеље.
Пројекат Београд на води представљен је 2014, а изградња комплеска започета је 27. септембра 2016, а почетак реализације тог пројекта довео је до расељавања становништва и измештања садржаја из Савамале. Предлог пројекта Београд на води доживео је неколико критика стручне јавности, као што су Иницијални одбор за архитектуру и урбанизам Одељања ликовне и музичке уметности Српске академије наука и уметности и Академија архитекруре Србије. Овај пројекат представља комбинацију комерцијалног и резиденцијалног луксузног простора и његово успешно реализовање промениће Савамалу кроз процес профитабилне гентрификације. Изградњу Београда на води финансира инострана компанија Eagle Hills, док је држава пројекту доделила важност од националонг значаја.